# Prins Karls Forland
Prins Karls Forland é uma ilha no arquipélago de Svalbard no oceano Ártico. A ilha situa-se na parte oeste da "Terra de Oscar II" em Spitsbergen e constitui a parte oeste de Svalbard. A ilha inteira e o mar em volta constituem o Forlandet National Park.